# Национални домен највишег нивоа
Национални домен највишег нивоа (енгл. Country code top-level domain, ccTLD) је највиши интернет домен који користи или је резервисан за неку државу или зависну територију. Највиши интернет домени државних кодова су сачињени од два слова и већина њих се поклапа са ISO 3166-1 стандардом државних кодова.